# Projecte per a la Unió Democràtica
El Projecte Per a la Unió Democràtica (PDU), és una reflexió política europea que promou una integració política plena de la zona euro. Advoca perquè els estats membres s'uneixin políticament per seguir unes línies federals i més democràtiques. Originària de la Ludwig-Maximilians-Universität, l'organització compta amb oficines a Múnic, Londres, Brussel·les, Budapest i Lisboa.

## Història i objectius polítics
El PDU es va fundar a Múnic el 2013. Està dirigit principalment a estudiants i compte amb sucursals a Londres, Brussel·les, Budapest i Lisboa. El President i cofundador, Brendan Simms, és professor d'Història i Relacions Internacionals de la Universitat de Cambridge. El projecte d'Unió Democràtica espera una unió política completa de la zonaeuro sota un sistema federal. Tots els seus col·laboradors són voluntaris que procedeixen d'una gran varietat de nacionalitats i experiències professionals. La seva atenció se centra en els estudiants i joves professionals.

## Partidaris
Un nombre d'alt perfil de polítics europeus, acadèmics i figures públiques han recolzat el projecte i donat suport amb el seu treball. Aquests són en particular l'ex Alt representant de la Unió Europea per a Afers exteriors i Política de Seguretat el polític espanyol Javier Solana, el polític italià Giorgio La Malfa, l'acadèmic britànic Lord Anthony Giddens, la política i acadèmica alemanya Gesine Schwan, així com el també polític i acadèmic hongarès Péter Balázs.